# Xystrota versicolor
Xystrota versicolor är en fjärilsart som beskrevs av Louis Beethoven Prout 1938. Xystrota versicolor ingår i släktet Xystrota och familjen mätare. Inga underarter finns listade i Catalogue of Life.